# Bárbara Plaza Hernández
Bárbara Plaza Hernández (Burjassot, 26 d'octubre de 1976 - València, 24 d'agost de 2003) va ser una gimnasta rítmica valenciana que va competir en la selecció de gimnàstica rítmica d'Espanya.
Es va iniciar en la gimnàstica rítmica el 1985 amb 8 anys, ingressant en el Club Atzar de València. El 1990 va ser tercera en la categoria sènior del Campionat d'Espanya disputat a Palència. El 1991 va entrar en la selecció nacional de gimnàstica rítmica d'Espanya com a gimnasta individual júnior, participant en el Campionat d'Europa Júnior de Lisboa, on va obtenir la medalla de bronze per equips al costat de Carolina Borrell, Rosabel Espinosa i la suplent Peligros Piñero. El novembre de 1991, ja com a individual sènior, va ser or per equips i plata en el concurs general en els IV Jocs Iberoamericans de Gimnàstica en Curitiba (Brasil).
L'abril del 1992 va ser quarta en la categoria d'honor en el Campionat d'Espanya Individual disputat a Sant Sebastià. El juliol de 1992 va ser medalla d'or per equips, en la general i en cèrcol, i plata en corda, maces i pilota en els V Jocs Iberoamericans de Gimnàstica disputats a Màlaga. Durant la seua etapa en la selecció entrenaria unes 8 hores diàries en el Gimnàs Moscardó de Madrid.
A mitjan 1992 va passar a formar part del conjunt espanyol titular, en ser reclamada per la seleccionadora Emilia Boneva a causa que poc abans del Mundial de Brussel·les, les gimnastes del conjunt Bito Fuster i Isabel Gómez es van lesionar. No competiria en els Jocs Olímpics de Barcelona a causa que els conjunts no eren una modalitat olímpica llavors, encara que si participaria al costat de la resta de les seues companyes en la cerimònia d'obertura encapçalant la desfilada dels estats participants. Les lesions de Bito i Isabel van provocar que el conjunt fora reconfigurat per al Campionat Mundial de Brussel·les, quedant ambdues com a suplents i sent substituïdes en la titularitat de tots dos exercicis per Bàrbara, Alicia Martín i Cristina Martínez. Bàrbara seria titular concretament en l'exercici de 3 pilotes i 3 cordes. Les tres s'afegirien a Débora Alonso, Lorea Elso, Montserrat Martín i Gemma Royo. En aquesta competició el conjunt obtindria la medalla de plata en el concurs general, quedant-se a sols una dècima de poder revalidar el títol mundial que havien aconseguit l'any anterior. A més, van aconseguir el bronze en 6 cintes i el vuitè lloc en 3 pilotes i 3 cordes.
El 1993, Ana Roncero va passar a ser seleccionadora nacional i María Fernández Ostolaza es va incorporar com a entrenadora del conjunt. El renovat conjunt titular per a aquest any el van integrar Bárbara, Carolina Borrell, Alicia Martín, Cristina Martínez, Maider Olleta i Pilar Rodrigo, amb María Álvarez i Regina Guati com a suplents. També es trobaven en el conjunt Lorena Barbadillo, Paula Cabo i Eva Velasco. En el Campionat d'Europa de Bucarest, el conjunt espanyol va aconseguir la medalla de bronze en el concurs general i en la final de 4 cèrcols i 4 maces, i el 6è lloc en 6 cordes. Es va retirar després d'aquest Europeu.
Després de la seva retirada el 1993, es va dedicar a treballar d'entrenadora en el seu antic club, el Club Atzar de València. Va morir el 24 d'agost de 2003 en un accident de moto. El 9 d'octubre de 2004 es va celebrar un homenatge en el seu honor.